# Paracontias rothschildi
Paracontias rothschildi — вид сцинкоподібних ящірок родини сцинкових (Scincidae). Ендемік Мадагаскару.

## Поширення і екологія
Paracontias rothschildi мешкають на крайній півночі острова Мадагаскар в регіоні Діана. Вони живуть на прибережних піщаних дюнах.

## Збереження
МСОП класифікує цей вид як такий, що перебуває на межі зникнення. Paracontias rothschildi загрожує знищення природного середовища.